# Gustav Kuhr

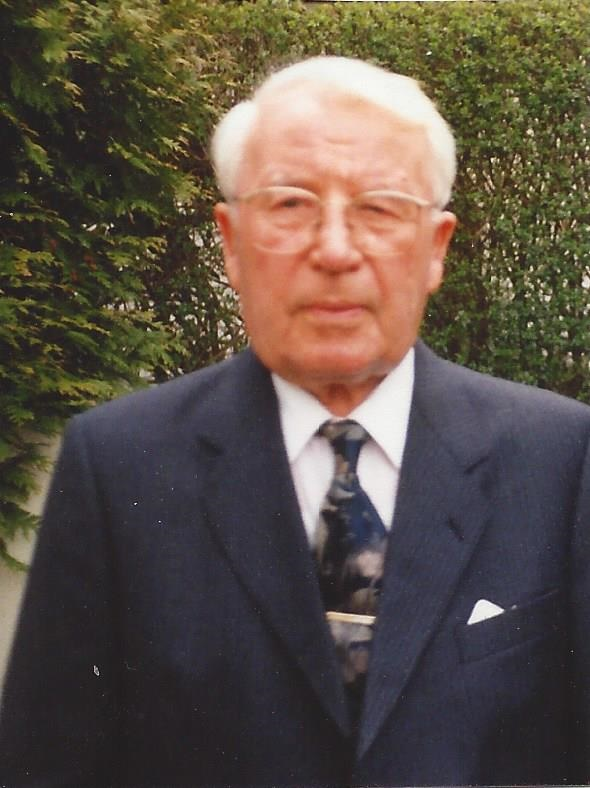
Gustav Kuhr

Gustav Kuhr (* 17. Januar 1914 in Steinort, Landkreis Königsberg i. Pr.; † 1. Juni 2000 in Bremerhaven) war ein deutscher Bootsbauer. In der Nachkriegszeit errichtete er in Wesermünde / Bremerhaven eine Werft, auf der später die ersten geschlossenen und unsinkbaren Rettungsboote gebaut wurden.

## Leben
Gustav Kuhrs Eltern waren der Fischerwirt Gottlieb Johann Kuhr und dessen Frau Rosina Elise geb. Freudenfeld. Beide entstammten Familien von der Kurischen Nehrung.
Nach der Konfirmation fuhr Kuhr sechs Jahre als Fischer auf dem Kurischen Haff. Danach machte er von 1934 bis 1937 auf der Werft von Adolf Groß in Labiau eine Lehre als Bootsbauer. Als Geselle arbeitete er sechs Jahre auf einer Bootswerft in Königsberg. Vor der Handwerkskammer Ostpreußen legte er die Meisterprüfung im Boots- und Schiffbauhandwerk ab. In Abendkursen bildete er sich als Schiffbautechniker weiter.

### Schiffbau
Zur Zeit der deutschen Besetzung Polens stellte er ab 1943 auf der Weichsel-Werft in Schröttersburg Sektionen für U-Boote her. Anfang 1945 wechselte er zu Blohm & Voss, wo er als Betriebsingenieur in der Abnahme von U-Booten tätig war. Nachdem er seine Frau unter abenteuerlichen Umständen aus Ostpreußen geholt hatte, ließ er sich aufgrund verwandtschaftlicher Kontakte in Wesermünde nieder. Auf der Suche nach einem Platz für Schiffsreparaturen fand er an der Lune Baracken, die im Zweiten Weltkrieg Soldaten der Flakbatterie Tabar aufgenommen hatten. Von der vormaligen Marine-Standortverwaltung pachtete er im November 1945 zwölf Räume mit 260 m2. Auf der Lunewerft Wesermünde, G. Kuhr wurden Fischkutter repariert und Holzboote gebaut. Mit sechs Flüchtlingen aus Ostpreußen baute er 1946 eine Slipanlage. Die Nähe des Fischereihafens war günstig; aber das Siel zur Weser konnte nur bei Wassergleichstand passiert werden. 

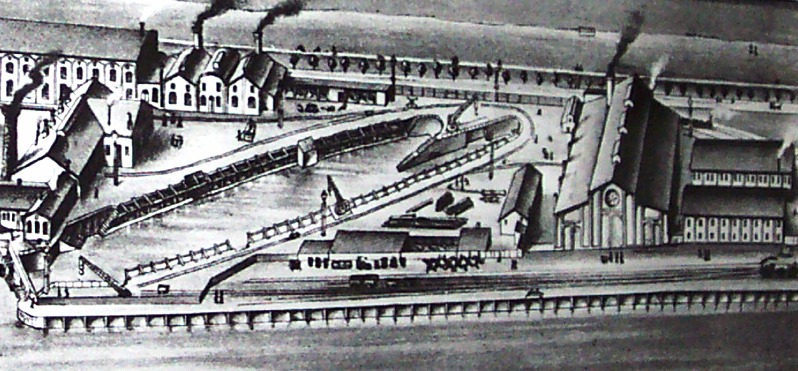
Lloyddock zwischen Weserdeich und Neuem Hafen

Trotz der guten Auftragslage verlegte Kuhr deshalb den Betrieb 1952 auf das Gelände der Lloyd Werft Bremerhaven am Neuen Hafen. Dort betrieb er ein kleines Schwimmdock und eine Schlosserei.

### K-Boot

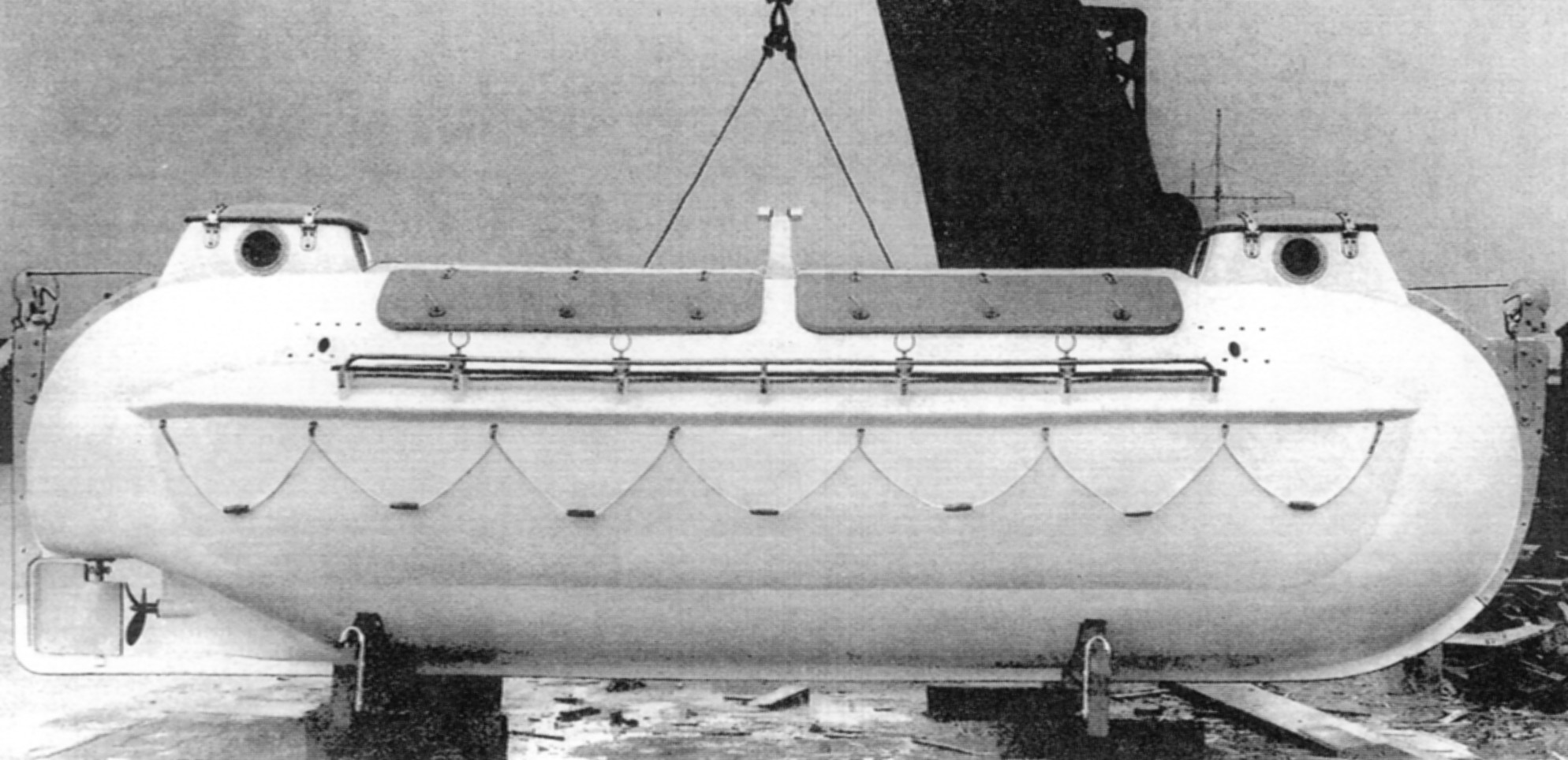
K-Rettungsboot

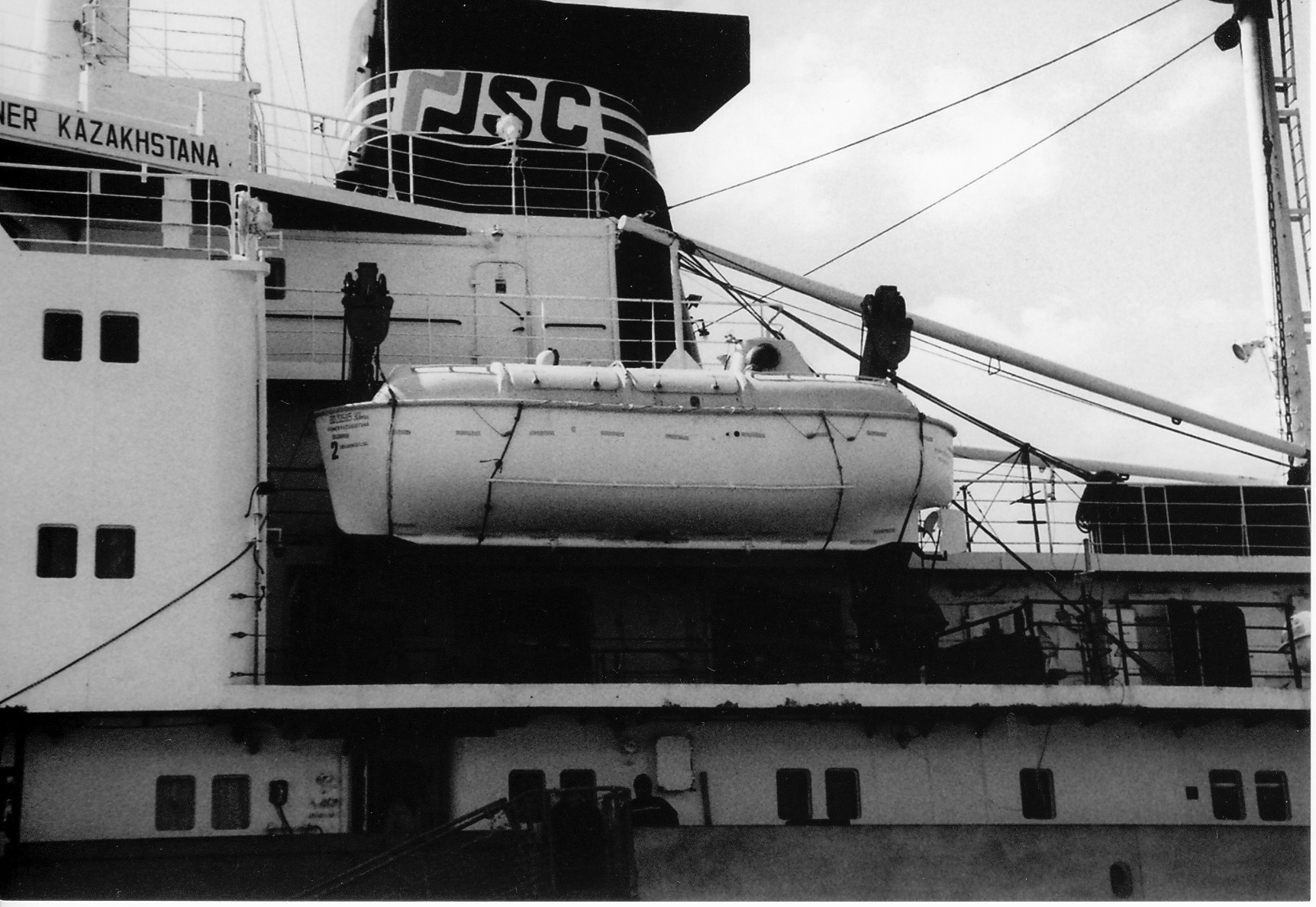
Kuhr-Boot auf Pioner Kazakhstana der Murmansker Seereederei (2006)

Ab 1954 entwickelte er das weltweit erste geschlossene Rettungsboot aus Stahl. Die Erfahrungen im U-Bootbau kamen ihm dabei zugute. Anlass seiner Entwicklung waren die vielen Schiffsuntergänge der deutschen Hochseefischerei zwischen 1949 und 1954. Hunderte Seeleute waren mit offenen Rettungsbooten gekentert und ertrunken.
Von Gießharz und Polyesterharz fasziniert, stellte Kuhr 1958 den Bootsbau von Stahl auf Kunststoff um. Die geschlossenen Rettungsboote hatten Ballasttanks, die nach dem Aufprall auf dem Wasser automatisch geflutet wurden und das Boot aufrichteten. Das Bundespatentamt patentierte diese Erfindung. Für den Antrieb des unsinkbaren „K-Boots“ sorgte ein Dieselmotor. Der Prototyp konnte 50 Personen aufnehmen. Vergeblich hoffte Kuhr, dass die Internationale Schiffssicherheitskonferenz in London 1960 die Vorschrift offener Rettungsboote abschaffte – obwohl die Vertreter der Sowjetunion am entschiedensten für die Neuerung eintraten.
Die Serienfertigung konnte in Angriff genommen werden, als Burmeister & Wain 16 K-Boote orderte. Um die 8,10 m langen und 3,06 m breiten Boote aus
Kunststoff fertigen zu können, brauchte es eine große Halle mit konstanter Lufttemperatur von 12 °C. Kuhr fand sie auf dem Gelände der Maschinenbau und Eisenbau GmbH Hans Seebeck südöstlich vom Bahnhof Bremerhaven-Lehe. Die 300 m2 große Halle Am Fleeth brannte im Januar 1962 mit allen Booten nieder. Im Saal einer Spadener Gaststätte fand Kuhr eine neue Produktionsstätte. Der Liefertermin der dänischen Boote konnte gehalten werden. Der Erfolg in Deutschland blieb aus, weil die Reeder die Kosten scheuten und Rettungsinseln vorzogen.
1964 bezog Kuhr einen neuen Betrieb an der Westseite des Fischereihafens II. Auch das Schwimmdock kam dorthin. Hinter der Jungfischerschule wurden K-Rettungsboote für 38, 48, 56, 64 und 120 Personen gebaut. Die Schiffsrümpfe waren in Druckkörperform gebaut. Der Polyester-Kunststoff wurde im Spritzverfahren aufgetragen und mit Glasfaser armiert. Der Kunststoffkiel lief um den ganzen Bootskörper und war mit einer eisernen Halbrundschiene versehen. Ein Mittellängsschott gab dem Boot zusätzliche Längsstabilität. Die Sitze waren als Luftkästen ausgebildet und dienten zur Aufnahme der Ausrüstung. Der Hauptschwimmkörper befand sich im Innern des Bootes, in das man über vier Klappluken gelangen konnte.
Als die Howaldtswerke acht Fabrikschiffe für die Sowjetunion bauten, lieferte Kuhr die Rettungsboote.

„Mit den vollkommen geschlossenen, einem kleinen U-Boot ähnelnden Motorbooten, die unter härtesten Bedingungen erprobt wurden, beschreiten die Sowjets einen neuen Weg. Mit 16 geschlossenen Kunststoffbooten rüsten sie schon
jetzt die vier bei Burmeister und Wain in Kopenhagen gebauten Fischkühltransporter aus, und die liefernde Lune-Werft in Bremerhaven hat Anschlussaufträge für weitere 28 ihrer K-Rettungsboote verbuchen können. Auch ihre in Schweden bei den Götaverken bestellten Kühlschiffe statten die Russen mit 12 dieser neuen Rettungsboote aus.“

Inzwischen hatten die K-Boote einen weiteren Eignungstest bestanden. In Jugoslawien wurden 13 Tanker auf sowjetische Rechnung gebaut. Bedingung waren feuerfeste Rettungsboote. Kuhr hatte mit der Reichhold Chemie AG ein feuerhemmendes Material entwickelt, das in seiner Außenschicht der Hitzebeständigkeit von Asbest nahekam. Mäuse an Bord der Boote überstanden die 15-minütige Feuerprobe auf der Werft in Vela Luka schadlos.
Trotzdem verweigerte die See-Berufsgenossenschaft die Zulassung der geschlossenen Rettungsboote, so lange keine Erfahrungen auf Schiffen unter deutscher Flagge vorlagen. 1968 wurde das 100. Kuhr-Rettungsboot an die sowjetische Staatsreederei Sudimport ausgeliefert. Alle ihre in Finnland, Jugoslawien und Dänemark gebauten Schiffe ließ sie mit Kuhr-Rettungsbooten ausrüsten. Wohlhabend wurde Kuhr dadurch nicht; denn die Sowjetunion hatte ihn in Kenntnis seiner wirtschaftlichen Lage genötigt, das Aufrichtungspatent abzutreten. Nach und nach führten alle Länder bei Schiffsneubauten geschlossene Rettungsboote ein. Die International Convention for the Safety of Life at Sea von 1974 schreibt sie vor.

### Kunststoffboote

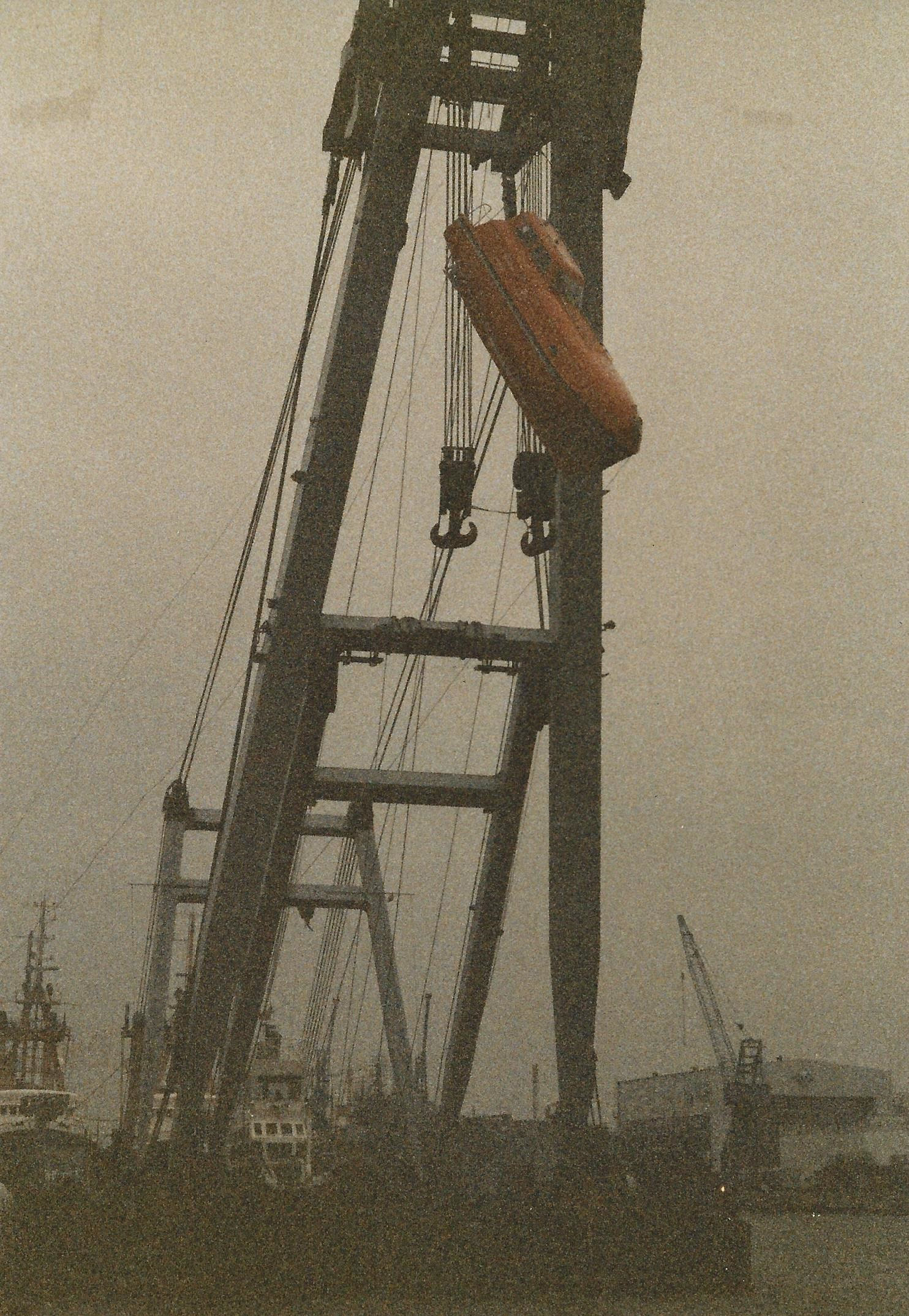
Freifallversuch eines K-Bootes am Schwimmkran Enak

Mitte der 1960er Jahre fertigte Kuhr auch Motor- und Segelboote zum Selbstausbau. Der Krabbenkutter Apollo (Wremen) wurde am 6. März 1970 auf der Lunewerft zu Wasser gelassen. Der Kutter Juwel war 1973 wieder ein Gemeinschaftsbau mit der Seebeckwerft. Mit 26 m war er das größte privatwirtschaftlich genutzte GFK-Schiff. Auch hier kamen keine Folgeaufträge. Für die Bundesmarine baute Kuhr Rettungsboote und Kunststoff-Fahrzeuge.
Das Aufkommen der Fabrikschiffe Anfang der 1970er Jahre verschlechterte die Lage der deutschen Fischer rapide und brachte den Niedergang des Bremerhavener Fischereihafens. Als die Westeuropäische Union 1976 im Rahmen gemeinsamer Fischereipolitik neue Fangquoten für die Nord- und Ostsee erließ, hatten die kleinen Fischer keine Zukunft mehr. 1973 schloss Kuhr seine Werft, die zeitweise 40 Mitarbeiter beschäftigte. Die Rickmers-Werft übernahm 1976 das Gelände und die Gebäude der Lunewerft. Verbände und Behörden beriet er als Sachverständiger für glasfaserverstärkten Kunststoff im Boots- und Schiffbau.

### Ostpreußische Reminiszenz
In seiner Wohnung über der Werkstatt am Fischereihafen II baute Kuhr Schiffsmodelle von Kurenkähnen. Ein Modell mit Kurenwimpel im Maßstab 1:10 wurde 1986 im Deutschen Schifffahrtsmuseum ausgestellt. Von 1988 bis 1992 war er Berater für den Nachbau der Hansekogge von 1380 nach Methoden der Kurenkahnbauer in Ostpreußen.
Kuhr war „seiner Zeit um 20 Jahre voraus“. Als die Weiterentwicklung der Freifallrettungsboote seiner Idee den Durchbruch brachte, starb er mit 86 Jahren. Er wurde auf dem Alt-Wulsdorfer Friedhof in Wulsdorf beigesetzt.

### Familie
1939 hatte Kuhr Frida Luise Bojahr in Schaaken geheiratet. Aus der Ehe gingen vier Kinder hervor. Zwei Töchter starben 1945 nach der Flucht. Zwei Söhne kamen 1946 und 1949 in Bremerhaven zur Welt. Frida Kuhr starb am 27. Januar 2002.

## Ehrenämter
- Vorsitzender des Deutschen Boots- und Schiffbauerverbandes (1967–1971)